# Dryolestida
De Dryolestida zijn een groep van uitgestorven zoogdieren en behoort tot een zijtak in de evolutie van de Theria, de hedendaagse buideldieren en placentadieren.
De Dryolestida met de Dryolestidae als bekendste familie kwam tijdens het Jura en Krijt op meerdere continenten voor. Op de meeste continenten stierf de groep nog voor het einde van het Mesozoïcum uit. Alleen in Zuid-Amerika overleefde de Dryolestida tot in het Mioceen. De groep verscheen ongeveer honderd miljoen jaar geleden op dit continent, vermoedelijk vanuit Afrika. De Dryolestida, in het bijzonder de endemische Meridiolestida, domineerde de zoogdierfauna’s van Zuid-Amerika in het Laat-Krijt, zoals blijkt uit fossiele vondsten in de Los Alamitos-formatie. Ook na het verschijnen van de Theria in Zuid-Amerika overleefde de Dryolestida met onder meer vondsten in Punta Peligro. De laatst bekende vertegenwoordiger van de groep was Necrolestes, dat 16 miljoen jaar geleden leefde.